# Oberthulba
Oberthulba – gmina targowa w Niemczech, w kraju związkowym Bawaria, w rejencji Dolna Frankonia, w regionie Main-Rhön, w powiecie Bad Kissingen. Leży w Rhön, około 9 km na zachód od Bad Kissingen, nad rzeką Thulba, przy autostradzie A7.

## Dzielnice
W skład gminy wchodzą następujące dzielnice: Oberthulba, Frankenbrunn, Hassenbach, Hetzlos, Reith, Schlimpfhof, Thulba i Wittershausen.

## Demografia
| Rok  | Liczba mieszk. |
| ---- | -------------- |
| 1970 | 3.717          |
| 1987 | 4.261          |
| 2000 | 5121           |
| 2005 | 5.177          |

## Zabytki
- Kościół pw. św. Lamberta (St. Lambertus)

## Osoby urodzone w Oberthulba
- Herbert Neder (ur. 1939), polityk CSU

## Oświata
(na 1999)

W gminie znajduje się 200 miejsc przedszkolnych (z 47 dziećmi) oraz szkoła podstawowa (26 nauczycieli, 467 uczniów).